# Whittaker Chambers
Whittaker Chambers (născut Jay Vivian Chambers; n. 1 aprilie 1901, Pennsylvania, SUA – d. 9 iulie 1961, Westminster⁠(d), Maryland, SUA) a fost un redactor și editor american. În tinerețe membru al Partidului Muncitorilor din America⁠(d) (1925) și spion sovietic (1932-1938), acesta a trădat serviciile sovietice în 1938 și a început să lucreze la revista Time (1939-1948). A depus mărturie despre activitățile rețelei de spioni Ware⁠(d), fapt care a condus la procesul pentru sperjur al avocatului Alger Hiss (1949-1950). Chambers a descris toate evenimentele în memoriile sale din 1952 intitulate Witness⁠(d). Mai târziu, acesta a activat ca editor pentru revista National Review (1957–1959). Președintele Ronald Reagan i-a acordat post-mortem Medalia Prezidențială pentru Libertate⁠(d) în 1984.

## Biografie
Chambers s-a născut în Philadelphia, Pennsylvania și a crescut în Brooklyn . În 1904, familia s-a mutat la Lynbrook⁠(d), Long Island; aici a copilărit și a urmat cursurile școlare. Părinții lui au fost Jay Chambers și Laha Whittaker. Și-a descris copilăria ca fiind tulburată din cauza divorțului părinților săi și bunici sale bolnave. Tatăl său era homosexual și l-a tratat pe Whittaker cu cruzime, iar mama sa era nevrotică. Fratele lui Chambers - Richard Godfrey Chambers - s-a sinucis la scurt timp după ce a abandonat facultatea la vârsta de 22 de ani. Acesta menționează destinul fratelui său ca fiind unul dintre numeroasele motive pentru care a decis să devină comunist. Chambers susținea că ideologia „mi-a oferit ceva ce nimic din lumea muribundă nu putea să-mi ofere cu aceeași intensitate, credință și viziune, ceva pentru care să trăiesc și pentru care să mor”.

### Educația
După ce a absolvit Liceul South Side⁠(d) din cartierul Rockville Center⁠(d) în 1919, Chambers a lucrat în Washington și New Orleans. A urmat pentru scurt timp Colegiul Williams⁠(d) și apoi s-a înscris la Colegiul Columbia al Universității Columbia⁠(d). La Columbia, i-a avut colegi pe Meyer Schapiro⁠(d), Frank S. Hogan⁠(d), Herbert Solow⁠(d), Louis Zukofsky⁠(d), Arthur F. Burns⁠(d), Clifton Fadiman⁠(d), Elliott V. Bell⁠(d), John Gassner, Lionel Trilling⁠(d), Guy Endore⁠(d) și poetul Henry Zolinsky⁠(d). Profesorii și colegii săi l-au descris drept un scriitor talentat și au crezut că ar putea deveni un important poet sau romancier.
În al doilea an, Chambers s-a alăturat Societății Boar's Head⁠(d) și a redactat o piesă de teatru numită A Play for Puppets pentru revista literară pe care o edita - The Morningside. Lucrarea a fost considerată blasfemie de mulți studenți și administratori, iar controversa a ajuns în ziarele din New York. Piesa va fi adusă în discuție în timpul mărturiei sale împotriva lui Hiss. Demoralizat de controversă, Chambers a părăsit Columbia în 1925. Fostul său coleg de la Columbia -Isaiah Oggins⁠(d) - a devenit spion sovietic câțiva ani mai târziu. Soția lui Chambers, Esther Shemitz⁠(d), o cunoștea pe soția sa - Nerma Berman Oggins - din cadrul Școlii Rand pentru Științe Sociale⁠(d), International Ladies' Garment Workers' Union și The World Tomorrow⁠(d).

### Marxismul
În 1924, Chambers a citit lucrarea Soviets at Work de Vladimir Lenin și a fost profund impresionat. Datorită acesteia a observat natura disfuncțională a familiei sale - o „criză a clasei de mijloc în miniatură” - și cum comunismul promitea eliberarea. Sam Tanenhaus⁠(d), biograful lui Chambers, a susținut că autoritarismul lui Lenin era elementul care îl atrăgea pe acesta. Chambers a devenit marxist, iar în 1925 s-a alăturat Partidului Comunist al Statelor Unite (CPUSA), cunoscut pe atunci sub numele de Partidul Muncitorilor din America.